# 시공 로고스 총서
시공 로고스 총서는 시공사에서 발간한 인문학 총서이다. 1권 《니체》부터 37권 《애덤 스미스》까지 총 37권이 출간되었다. 

## 목록
1. 니체
2. 마르크스
3. 소쉬르
4. 레비스트로스
5. 푸코
6. 프로이트
7. 라캉
8. 데리다
9. 바르트
10. 피아제
11. 데카르트
12. 아인슈타인
13. 융
14. 바울
15. 칸트
16. 촘스키
17. 러셀
18. 라이프니츠
19. 비트겐슈타인
20. 파블로프
21. 케인스
22. 아도르노
23. 스피노자
24. 아퀴나스
25. 엥겔스
26. 헤겔
27. 뒤르켐
28. 키에르케고르
29. 소크라테스
30. 루카치
31. 루소
32. 마키아벨리
33. 괴테
34. 아우구스티누스
35. 맥루안
36. 쇼펜하우어
37. 애덤 스미스